# Вискарра, Мартин
Марти́н Альбе́рто Виска́рра Корне́хо (исп. Martín Alberto Vizcarra Cornejo; род. 22 марта 1963, Лима, Перу) — перуанский инженер и политический и государственный деятель. Президент Перу с 23 марта 2018 года по 10 ноября 2020 года. До этого с 2016 года занимал должность первого вице-президента Перу. 10 ноября 2020 года пленум конгресса Перу проголосовал за отстранение Мартина Вискарры от должности президента в связи с обвинениями его во взяточничестве на посту губернатора региона Мокегуа в 2011—2014 годах.

## Биография
Вискарра родился в Лиме, в семье Сезара Вискарры Варгаса, который был членом Американского народно-революционного альянса и Дорис Корнехо, учительницы начальной школы. Его отец был мэром города Мокегуа и членом Учредительного собрания 1978 года. Его семья жила в Мокегуа, но переехала в Лиму из-за легочного осложнения, которое поставило его на грань смерти при рождении. Вискарра заявил, что его отец оказал сильное влияние на его жизнь.
Вискарра окончил Национальный университет инженерии в Лиме, а также получил степень в области управления в Школе делового администрирования (ESAN).
Его политические амбиции начались в его родном регионе Мокегуа, где он баллотировался в качестве независимого члена партии Американского народно-революционного альянса на пост губернатора в 2006 году. В 2008 году Вискарра возглавил протесты, известные как «Мокегуасо», по поводу неравных выплат населению за горнодобывающую промышленность. Он отправился в Лиму, чтобы урегулировать кризис, объяснив проблему оплаты Совету министров Перу, который согласился внести необходимые изменения в законы, связанные с этим вопросом. Это событие вдохновило Вискарру на дальнейшие политические амбиции.
Вискарра был губернатором региона Мокегуа в 2011—2014 годах. За время его пребывания в должности социальные индексы улучшились, и он избежал проблем с коррупцией, что газета Washington Post назвала «одним из редких примеров» в Перу. Он также урегулировал ещё один конфликт горнодобывающей промышленности между горнодобывающей компанией Anglo American и жителями, обеспокоенными потенциальным загрязнением питьевой воды предлагаемым медным рудником, что сыграло важную роль в урегулировании спора.
На выборах 2016 года Вискарра был избран первым вице-президентом вместе с Педро Пабло Кучински. После избрания одновременно возглавлял министерство транспорта и связи Перу с июля 2016 года по май 2017 года и был послом в Канаде с октября 2017 года по март 2018 года.
В качестве министра транспорта и коммуникаций Вискарра проработал около года. Во время серии наводнений в конце 2017 — начале 2018 года, которые опустошили большую часть Перу, ему было поручено управлять кризисом. Из-за обвинений во взяточничестве и бюрократии при строительстве международного аэропорта Чинчеро в Куско Вискарра аннулировал многие контракты до завершения расследования, проводимого Управлением финансового контролера. После того, как он столкнулся с жалобами политических оппонентов и был вызван для дачи свидетельских показаний. При этом ему было поручено провести реконструкцию после наводнения, которое затронуло Перу, Вискарра оставил свой пост министра. Вскоре после своей отставки генеральный контролер Эдгар Аларкон рекомендовал возбудить иск против десяти должностных лиц, участвовавших в строительстве аэропорта.
Аналитики заявили, что в целом работа Вискарры на посту министра была положительной, хотя она страдала от осложнений со стороны политических сил семьи Фухимори.
В конце 2017 года президент Перу Кучински помиловал бывшего президента страны Фухимори, что привело к конституционному кризису. 23 марта 2018 года после отставки Кучински Вискарра был приведён к присяге в качестве президента Перу. В начале апреля он сменил главу правительства. Спустя полмесяца рейтинги его поддержки составляли 57 %.

## Во главе страны

### Конституционный референдум в Перу 2018 года
После многочисленных коррупционных скандалов, с которыми столкнулось правительство Перу, 28 июля 2018 года президент Вискарра призвал к общенациональному референдуму, чтобы запретить частное финансирование политических кампаний, запретить переизбрание законодателей и создать вторую законодательную палату.
The Washington Post заявила, что «решительный ответ Вискарры на скандал о взяточничестве, охвативший высшие эшелоны судебной власти … заставил некоторых перуанцев говорить о единственной в жизни возможности восстановить целостность общественной жизни и возродить ослабевшую веру граждан в демократия». Левый депутат Мариса Глав, которая когда-то критиковала Вискарру, похвалила этот шаг, заявив, что он «связался с людьми в обществе, которое устало от коррупции, но также и глубоко аполитично. Это поставило Фухимористов под контроль».
После временного задержания Кейко Фухимори законодатели, принадлежащие к Американскому народно-революционному альянсу и Народным силам, возглавляемым Фухимористой, на следующий день, 11 октября 2018 года, представили законопроект, чтобы отменить предложения Вискарры по референдуму и внести в референдум свои собственные предложения для общественности.
9 декабря 2018 года перуанцы в конечном итоге приняли три из четырёх предложений на референдуме, отвергнув только окончательное предложение о создании двухпалатного конгресса, когда Вискарра отказался от своей поддержки, когда Конгресс под руководством Фухимориста манипулировал содержанием предложений, что лишило власть власти президента.

### Роспуск конгресса
Согласно Конституции Перу, исполнительная власть может распустить конгресс после второго вотума недоверия. Вискарра 29 мая 2019 года ввел в действие конституционный процесс, который вызовет вотум недоверия Конгрессу, если они откажутся сотрудничать с его предложенными действиями против коррупции. В течение следующих четырёх месяцев Конгресс отложил принятие законопроектов, направленных на борьбу с коррупцией, и отложил всеобщие выборы, предложенные Вискаррой.
Требуя реформ против коррупции, Вискарра 27 сентября 2019 года призвал к вотуму недоверия, заявив, что «демократия нашей страны явно находится под угрозой». Вискарра и Межамериканская комиссия по правам человека раскритиковали Конгресс за блокирование предложения о всеобщих выборах, в то время как он быстро утвердил кандидатуры в Конституционный суд Перу, не исследуя предысторию кандидатов. Вискарра стремился реформировать процесс выдвижения кандидатур в Конституционный суд, и одобрение или неодобрение Конгрессом его предложения было воспринято «как знак доверия к его администрации».
Через несколько месяцев он, по решению суда, вернул в тюрьму бывшего президента Фухимори. Чем вызвал неоднозначность в парламенте, где было много сторонников бывшего президента. Парламент всячески препятствовал политике реформ, проводимых в стране. В марте 2019 года было заменено правительство.
30 сентября 2019 года конгресс назначил нового члена Конституционного суда Перу, который, скорее всего, будет решать споры между конгрессом и президентом, игнорируя его предложение о реформе. Вискарра утверждал, что назначение конгрессом было вторым актом недоверия его правительству, дающим ему право распустить конгресс. Этот акт, а также месяцы медленного продвижения к антикоррупционным реформам вынудили Вискарру распустить конгресс позже в тот же день, при этом Вискарра заявил: «Перуанский народ, мы сделали все, что могли».
30 сентября 2019 года во время нового конституционного кризиса Вискарра сменил главу правительства и распустил Конгресс Республики. Тот, в свою очередь его решение не признал, отстранил президента от власти и назначил исполняющую обязанности первого вице-президента страны Мерседес Араос. На следующий день Араос подала в отставку. В начале октября все силовые структуры поддержали действующего президента страны.
В январе 2020 года Конституционный суд Перу защитил действия Вискарры, причем четверо судей одобрили его действия, а трое не одобрили. 26 января 2020 года были проведены выборы в законодательные органы, чтобы заменить распущенный съезд, при этом предыдущее большинство фухимористов было заменено многими центристскими партиями.

### Изменение климата
17 апреля 2018 года президент Вискарра подписал Закон об изменении климата, позволяющий увеличить финансирование Министерства окружающей среды для мониторинга и борьбы с изменением климата путем анализа выбросов парниковых газов, а также создания рамок межведомственного сотрудничества в отношении климат.
Подписание сделало Перу первой страной в Южной Америке, принявшей климатический закон, при этом Вискарра заявил, что изменение климата больше нельзя игнорировать и что правительство Перу обязано работать вместе, чтобы обеспечить лучшие условия для будущих перуанцев.

### Борьба с пандемией COVID-19
Под руководством Вискарры Перу стало вторым государством по числу случаев заражения COVID-19 в Латинской Америке: по состоянию на 2 июля 2020 года было зафиксировано 292 004 случая и 10 045 смертей. Правительство Вискарры начало общенациональную изоляцию, и 15 марта 2020 года все предприятия, кроме аптек, поставщиков продуктов питания, финансовых учреждений и медицинских учреждений, были закрыты.

### Деловая репутация (популярность)
Во время церемонии инаугурации Вискарры некоторые перуанцы вышли на улицы в знак протеста против правительства и призывали к отставке всех политиков. Несколькими неделями позже опрос Ipsos в апреле 2018 года показал, что среди опрошенных Vizcarra имеет уровень одобрения 57 %, уровень неодобрения — 13 %, в то время как около 30 % респондентов затруднились с ответом. Месяц спустя рейтинг одобрения Vizcarra упал до 52 %, согласно опросу Ipsos в мае 2018 года. К сентябрю 2018 года после того, как он призвал к референдуму, тысячи перуанцев вышли на марши в поддержку его предложения и протеста против Конгресса. При этом Ipsos сообщила, что рейтинг одобрения Вискарры достиг пика в 66 % в декабре 2018 года.
В 2019 году опросы Ipsos показали, что поддержка Вискарры начала снижаться в начале года, что его рейтинг одобрения в апреле 2019 года составлял 44 % по сравнению с 45 % неодобрения и что рейтинги одобрения были выше среди респондентов с высокими доходами по сравнению с респондентами с низкими доходами. К тому времени, когда Вискарра распустил конгресс, газета Washington Post описала его как «неожиданно популярного президента», поскольку он имел дело с «грандиозной задачей искоренения широко распространенной коррупции в южноамериканской стране». После роспуска конгресса рейтинг одобрения Вискарры подскочил примерно с 40 % до 75 % по данным Института перуанских исследований (IEP), а 76 % респондентов признали его конституционным президентом Перу. Другой опрос, проведенный перуанским социологическим агентством CPI, показал, что 85,1 % респондентов одобряют Вискарру и 89,1 % признали его президентом.
После выборов в законодательные органы Перу в 2020 году, которые заменили непопулярный конгресс, The Economist написал: «Выступая в борьбе с коррупцией, г-н Вискарра добился редкого для перуанского президента подвига, оставаясь популярным».

### Импичмент
9 ноября 2020 года пленум конгресса Перу проголосовал за отстранение Мартина Вискарры от должности президента в связи с обвинениями его во взяточничестве на посту губернатора региона Мокегуа в 2011—2014 годах. Поводом к импичменту стали показания четырёх человек, которые сотрудничали со следствием по делу о коррупции при строительстве в регионе Мокегуа в 2011—2014 годах. Согласно их показаниям, в результате распределения подрядов Вискарра получил взятки на сумму более 600 тысяч долларов США. После импичмента, согласно закону, пост президента занял спикер парламента Мануэль Артуро Мерино де Лама.

## Награды
- Кавалер цепи ордена Изабеллы Католической (Испания, 25 февраля 2019 года)
- Кавалер Большой цепи ордена Инфанта дона Энрике (Португалия, 25 февраля 2019 года)